# Coelotes atropos
Coelotes atropos là một loài nhện trong họ Amaurobiidae. Chúng được Charles Athanase Walckenaer miêu tả năm 1830.

## Phân loài
- C. a. anomalus, Hull, 1955
- C. a. silvestris, Hull, 1955